# نووماتویفکا
نووماتویفکا (به لاتین: Novomatveyevka) یک منطقهٔ مسکونی در روسیه است که در سرزمین آلتای واقع شده‌است.